# Xanthostemon sulfureus
Xanthostemon sulfureus là một loài thực vật thuộc họ Myrtaceae. Đây là loài đặc hữu của New Caledonia. Chúng hiện đang bị đe dọa vì mất môi trường sống.